# (34367) Kennedyrogers
(34367) Kennedyrogers es un asteroide perteneciente al cinturón de asteroides, descubierto el 3 de septiembre de 2000 por el equipo del Lincoln Near-Earth Asteroid Research desde el Laboratorio Lincoln, Socorro, Nuevo México.

## Designación y nombre
Designado provisionalmente como  2000 RQ40. Fue nombrado por Kennedy Sophia Rogers (n. 2005) quien fue finalista en el concurso Broadcom MASTERS 2018, una competencia de matemáticas y ciencias para estudiantes de secundaria, por su proyecto de física. Asistió a la escuela secundaria Chapel Hill Middle School en Douglasville, Georgia.

## Características orbitales
Kennedyrogers está situado a una distancia media del Sol de 2,587 ua, pudiendo alejarse hasta 3,096 ua y acercarse hasta 2,078 ua. Su excentricidad es 0,197 y la inclinación orbital 8,220 grados. Emplea 1519,57 días en completar una órbita alrededor del Sol.

## Características físicas
La magnitud absoluta de Kennedyrogers es 14,78. 